# Рокафорте дел Греко
Рокафо̀рте дел Грѐко (на италиански: Roccaforte del Greco, на грико Vunì, Вуни) е село и община в Южна Италия, провинция Реджо Калабрия, регион Калабрия. Разположено е на 971 m надморска височина. Населението на общината е 522 души (към 2012 г.).
В това село, особено в малки села около административния център, живее гръцко общество, което говори на особен гръцки диалект, наречен грико.